# Khasi

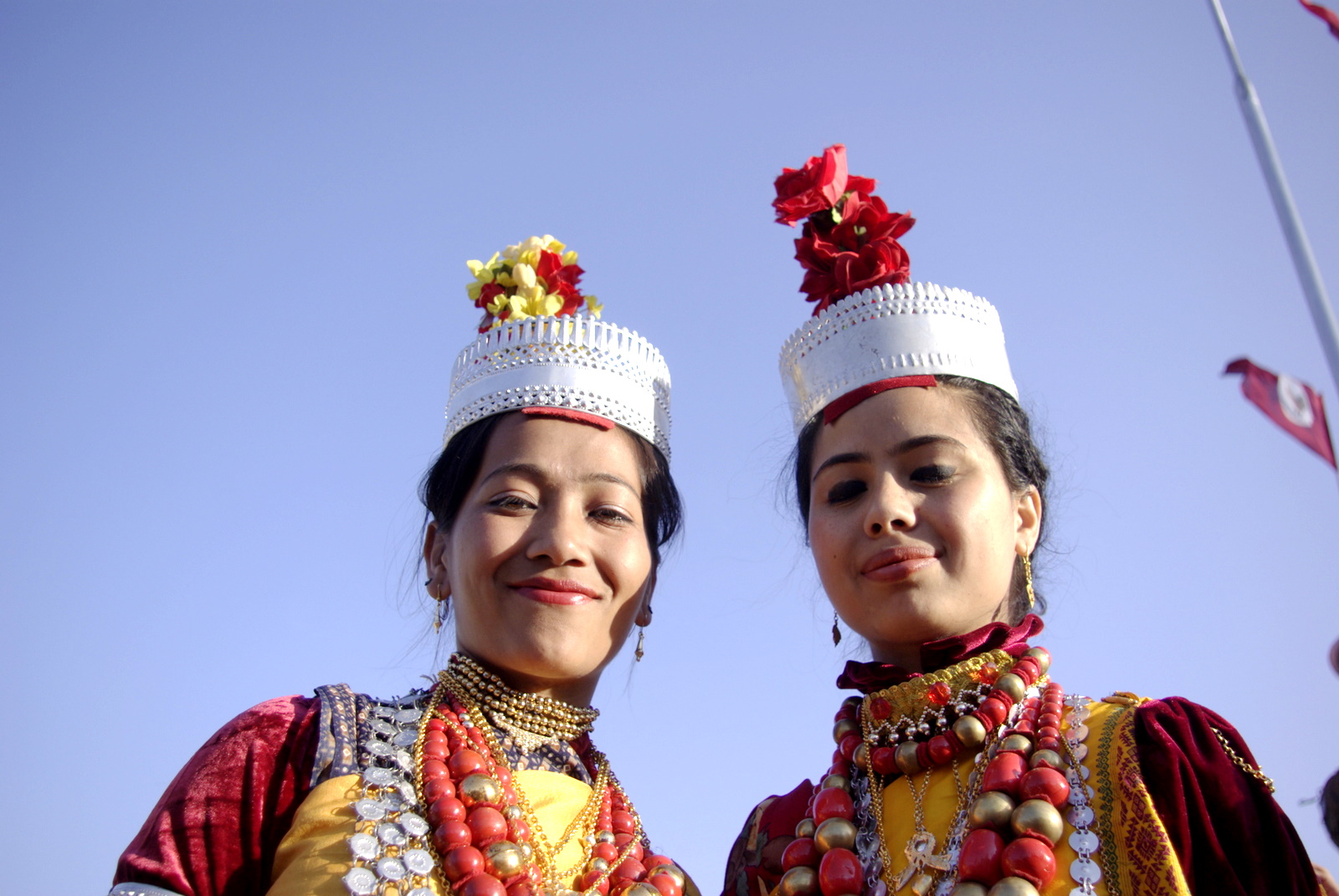
Donne Khasi in abiti tradizionali

I Khasi sono un gruppo etnico della Meghalaya nell'India nord-orientale con una popolazione relativa negli stati confinanti. Il popolo Khasi costituisce la maggioranza della popolazione della parte orientale della Meghalaya ed è la più grande comunità della regione, con circa il 48% della sua popolazione. Secondo l'ultimo censimento risultano essere un milione e mezzo circa in India di cui un milione circa nella Meghalaya.
Tradizionalmente coltivano patate coltivate su terreni incolti, simili al "jhum", con una rotazione da tre a cinque anni. 
Una delle caratteristiche più evidenti dell'organizzazione sociale, legata alla distribuzione dei clan e alla natura dei lignaggi, è la tendenza predominante all'endogamia a livello di villaggio. La popolazione khasi comprende una serie di clan matrilineari i cui membri si considerano discendenti di un'antenata comune (khur). I membri di un khur condividono lo stesso luogo di sepoltura, in cui vengono seppellite le ossa di tutti i morti. L'unità di discendenza più importante è lo iing. Questo ha una continuità verticale senza estendersi nelle aree collaterali. L'insediamento di una nuova casa da parte di una donna khasi con il marito implica la creazione di un nuovo iing, separato dal suo iing natale non solo in termini residenziali ma anche sociologici.
Secondo la Costituzione dell'India, ai Khasi è stato concesso lo status di Tribù e caste riconosciute dall'India.
I Khasi sono diretti discendenti delle antiche popolazioni munda dell'India, ovvero i primi abitanti autoctoni della zona precedenti alle invasioni dravidiche.
Dal punto di vista linguistico sono molto affini ai Mon-Khmer essendo comune il ceppo originario di queste lingue Munda. La loro cultura è un punto di incontro tra l'Induismo, l'Islam ed il Cristianesimo.